# Zetrastadion
Zetrastadion (bosniska: Olimpijska Dvorana Zetra) är en utomhusarena i Sarajevo som byggdes 1981-1982. Här tävlade man i hastighetsåkning på skridskor vid olympiska vinterspelen 1984.
Platsen ligger bredvid Zetrahallen.

### Fotnoter
1. ↑  ”Members of the International Skating Union 2005/2006” (på engelska). International Skating Union. 20 oktober 2005. Arkiverad från originalet den 16 april 2016. https://web.archive.org/web/20160416011746/http://www.sportcentric.com/vsite/vfile/page/fileurl/0,11040,4844-175316-192534-98533-0-file,00.pdf. Läst 13 juli 2011.
2. ↑  Dean E. Murphy (Los Angeles Times) (25 oktober 1994). ”Sarajevobor bävar inför vintern” (på svenska). Dagens nyheter. http://www.dn.se/arkiv/utland/sarajevobor-bavar-infor-vintern/. Läst 6 april 2017.